# رينيه هيريرا
رينيه هيريرا هو منافس ألعاب قوى فلبيني، ولد في 24 مايو 1979.

## وصلات خارجية
- رينيه هيريرا على موقع الاتحاد الدولي لألعاب القوى (الإنجليزية)
- رينيه هيريرا على موقع أوليمبيديا (الإنجليزية)